# Flasgölerum (naturreservat)
Flasgölerum är ett naturreservat i Högsby kommun i Kalmar län.
Området är naturskyddat sedan 1998 och är 339 hektar stort. Reservatet består av skog och tidigare hävdade våtmarker i anslutning till Alsterån.